# Погребение
Погребението (понякога наричано инхумация) е акт на поставяне на мъртъв човек или животно, понякога заедно с различни обекти в земята. Заравянето на хора след смъртта им се практикува в много култури. Според различните вероизповедания, покойниците се погребват или изгарят.
Хората погребват мъртвите от поне 100 000 години. На погребението се гледа като на отдаване на уважение към починалите. Прилага се, за да се предотврати миризмата от разлагане, за да даде на семейството на починалия покой и да им попречи да гледат разлагането на близките им, а в много култури се разглежда като нужна стъпка на починалите, за да навлязат в задгробен живот или за да започнат жизнения си цикъл отново.
Начините на погребение могат да са силно ритуализирани и могат да включват естествено погребване, балсамиране или мумификация, както и използване на съдове за мъртвите, които могат да забавят разлагането на тялото. Понякога се погребват и различни премети заедно с тялото, което може да бъде облечено модно или в церемониално облекло. В зависимост от културата, начинът, по който е позиционирано тялото може да има голямо значение.
Местоположението на погребението може да бъде определено, като се вземат предвид грижи за околната хигиена и здраве, религиозни грижи и културни практики. Някои култури държат мъртвите наблизо, за да предоставят насоки на живите, докато други ги „пропъждат“, като правят гробища на места, отдалечени от населени райони. Някои религии посвещават специална земя за погребения, а някои семейства строят частни семейни гробища. Повечето модерни култури документират местоположението на гроба с надгробна плоча, която може да бъде надписана с информация и почит към мъртвите. Все пак, някои хора се погребват на анонимни или тайни гробове, поради различни причини. Понякога много тела се погребват в един гроб по избор (например в случай на женитба), поради проблеми с мястото или в случай на масов гроб.
Алтернативи на погребението могат да включват кремация, погребение в морето, промесия, криопрезервация и други. В някои култури се погребват домашни любимци. Хората не са единственият вид, който погребва мъртвите – практиката е наблюдавана у шимпанзета и слонове.

## История
Целенасочено погребение, особено с предмети, може да е една от най-ранните откриваеми форми на религиозна практика. Възможно е да означава „грижа за мъртвите, която надминава бита“." Доказателства сочат, че неандерталците са първият човешки вид, който практикува погребение на мъртвите, като го правят в плитки гробове с каменни сечива и животински кости. Такива обекти са намерени в Ирак, Израел и Хърватия. Според някои учени, обаче, телата там може да са били изхвърлени поради секуларни причини.
Най-ранното неоспоримо човешко погребение датира отпреди 100 000 години. Човешки скелетни останки, осветени с червена охра са намерени в пещера в Израел. Множество предмети са намерени в гроба, сред които долна челюст на глиган в ръцете на един от скелетите.
Праисторическите гробища се наричат с по-неутралния термин „могила“. Те са един от основните източници на информация за праисторическите култури и много археологически култури се определят техните обичаи на погребение, като например културата на полетата с погребални урни.

## Причини за човешкото погребение
След смъртта, тялото се разлага. Погребението не е задължително да е изискване за обществено здраве. Според Световната здравна организация, само трупове, съдържащи инфекциозни болести, е задължително да се погребват.
Човешките практики за погребение са изява на човешкото желание да показва „уважение към мъртвите“. Културите се различават по начина на отдаване на уважение.
Някои причини следват:
- Уважение към физическите страни. Ако те се оставят върху земята, животни могат да изядат трупа, което се счита за неуважително към мъртвите в много (но не всички) култури. В Тибет, при т.нар. „небесни погребения“ се връщат останките към цикъла на живота и тялото се признава за храна, основен принцип в някои будистки практики, както и при зороастризма, където кремацията често се счита за нечиста.
- Погребението може да се разгледа като опит семейството и приятелите на починалия да намерят покой.
- Много култури вярват в задгробния живот. На погребението понякога се гледа като нужна стъпка за всеки индивид към достигането на задгробен живот.
- Много религии предписват определен начин на живот, който включва обичаи, свързани с освобождаване от мъртвите.
- Разлагането на тялото освобождава неприятни газове. Следователно, погребението може да е начин за предотвратяване на миризми да се изпуснат във въздуха.